# Sociedad Potosina La Lonja
La Sociedad Potosina La Lonja es un club privado en la tradición inglesa del club de caballeros situado en la ciudad de San Luis Potosí, San Luis Potosí, México en la calle de Ignacio Aldama número 310, en pleno centro histórico de la ciudad. A pesar de que surge en el año de 1851 fue fundado de manera oficial en 1868 constituyéndose como uno de los clubes más antiguos de México. Está localizada a una cuadra de la Plaza de Armas.

## Historia
La Sociedad Potosina, S.C., La Lonja encuentra sus orígenes en 1851, cuando se crea La Lonja Potosina como un centro de recreación y reunión para sus miembros en la ciudad de San Luis Potosí. En aquella primera fundación, el segundo piso del actual Palacio Municipal servía como sede del club. Después de trece años La Lonja cierra, partiendo sus socios a fundar el Tívoli Potosino, un espacio campestre de recreo que a pesar de ser atractivo y agradable en los meses de verano, estaría desierto en los meses de invierno.
En 1868 se decide refundar La Lonja. Potosinos reconocidos promovieron el proyecto de refundación y por fin el 19 de junio de 1868 la Sociedad Potosina La Lonja inició actividades como un centro social. A partir del año de 1877 la Sociedad Potosina La Lonja ha ocupado el inmueble en el que hasta estos días permanece: una casa de dos plantas en la Calle de La Moneda, actualmente Aldama.
Permanece como centro de reunión de la alta sociedad. El salón de baile «Los Candiles» está decorado al estilo francés, con espejos con marcos dorados, molduras y estucados porfirianos. La luz artificial logra crear una atmósfera elegante. También tiene un plafón con medallones románticos y alegóricos realizados por el pintor Víctor Jiménez que datan de 1901. El interior del edificio fue renovado por completo en 1908 por el ingeniero Octaviano Cabrera. Cada año se realiza un baile de cortejo conocido como «Los Lanceros».
En la intersección de las calles Madero y Aldama donde se ubica La Lonja también se encuentran otros edificios importantes como la Caja Real, el Palacio Monumental y el Palacio de Gobierno.

## Galería

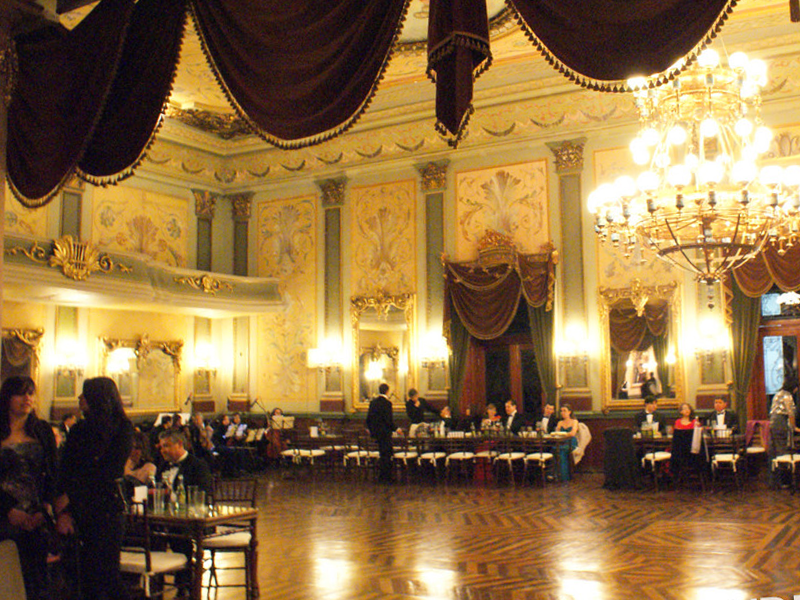
Salón Principal de la Sociedad Potosina La Lonja
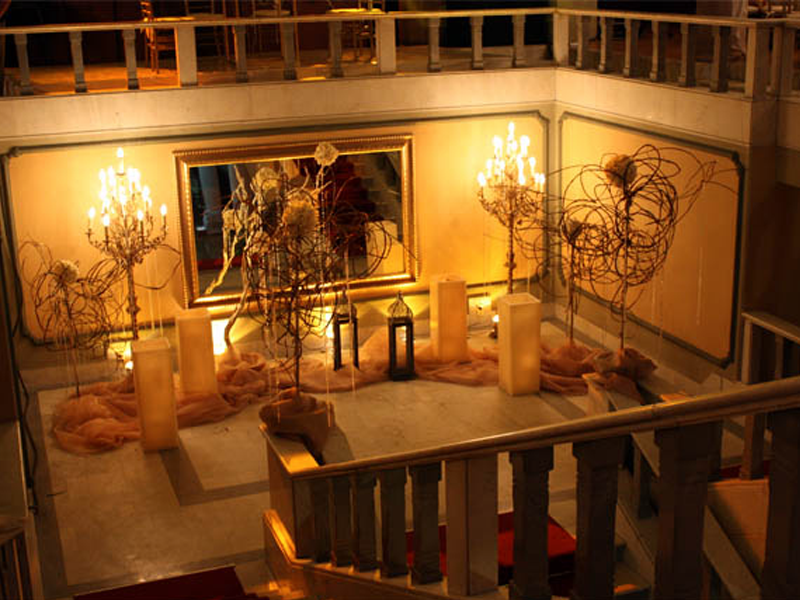
Escalinata Principal de la Sociedad Potosina La Lonja
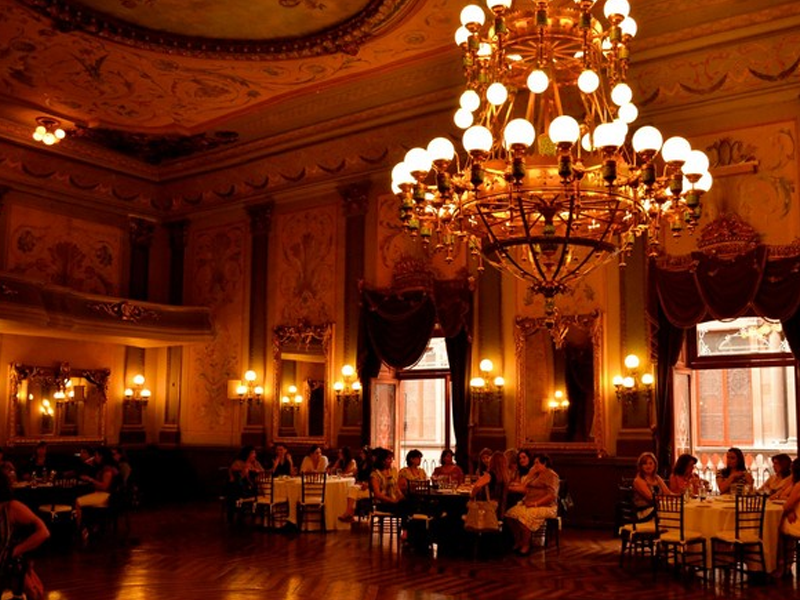
Salón Principal de la Sociedad Potosina La Lonja
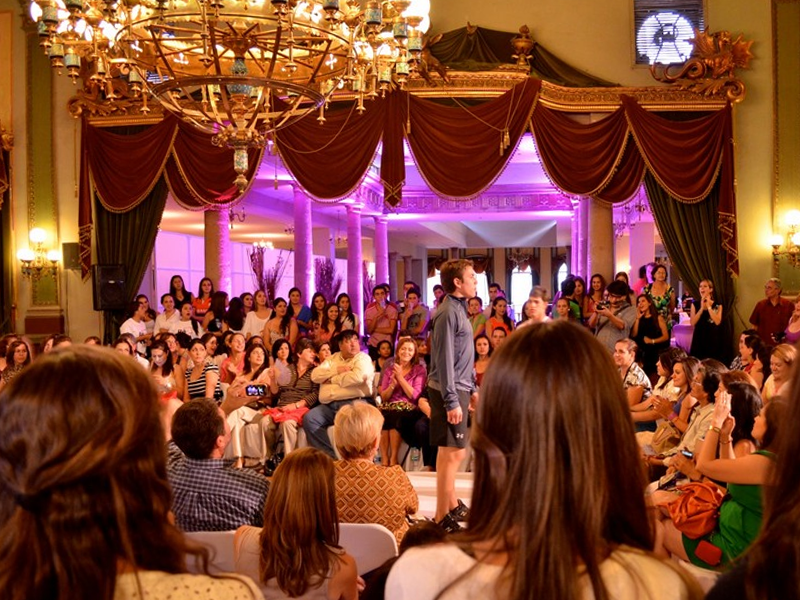
Fashion Show en el Salón Principal de la Sociedad Potosina La Lonja

## Socios destacados
- Octaviano Cabrera, destacado arquitecto potosino del siglo XX.
- Manuel José Othón, poeta, dramaturgo y político.
- Blas Escontría y Bustamante, ingeniero y político.
- Salvador Nava Martínez, médico, político y destacado líder social.
- Carlos Díez Gutiérrez, militar y político.
- Porfirio Díaz, militar y Presidente de México.
- Bernardo Reyes, militar y político.
- José Sabre Marroquín, compositor y director de orquesta.
- Julián Carrillo, compositor, director de orquesta, violinista y científico.
- Jorge Unna, empresario y diseñador industrial.
- Felipe Muriedas Fox, empresario y fundador de la Sociedad de Beneficencia Española en San Luis Potosí.
- José María Espinosa y Cuevas, ingeniero y pionero del uso de la radiología en México.